# Clawes van der Sittow
Clawes van der Sittow (* unbekannt in Mecklenburg; † 1482 in Reval) war ein in Estland tätiger Holzschnitzer und Maler.

## Leben
Cla(w)es van der Sittow wurde in Mecklenburg geboren. Er war möglicherweise deutscher oder niederländischer Abstammung. 1454 siedelte er nach Reval (heute Tallinn) über, wo er die Tochter eines wohlhabenden Stadtbürgers heiratete. Bald nach seiner Ankunft in Reval wurde er Zunftmitglied und richtete eine eigene Werkstatt ein.
Nach dem Tod seiner ersten Frau heiratete er die finnlandschwedische Kaufmannstochter Margarethe Molner (oder Mölnare). Vermutlich 1469 wurde ihr erstes Kind, der spätere Maler Michel Sittow, in Reval geboren, der bei seinem Vater in die Lehre ging. Die Söhne Clawes und Jasper folgten.
Clawes van der Sittow war unter anderem von 1479 bis zu seinem Tod 1482 Beisitzer der einflussreichen Kanutigilde. Ein Verwandter war der Goldschmied Hans Ryssenberch. Die Familie brachte es zu großem Wohlstand und erwarb 1475 und 1479 zwei Häuser in der Revaler Ritterstraße.

## Werk
Clawes van der Sittow war einer der bekanntesten Künstler und Kunsthandwerker Revals der damaligen Zeit. Berühmte Werke sind unter anderem die Skulptur der Jungfrau Maria am Tor am Kurzen Domberg, dem Aufgang von der Unterstadt zum Domberg, sowie Figuren an der Tallinner Nikolaikirche und am Waffenhaus der Ratsstraße. Seine Glasfenster, die von ihm hergestellten Windfahnen und seine Malereien in der Kanutigilde wurden gerühmt. Sittow stellte auch Fensterrahmen, Kirchenbänke und Altäre her. Bekannt sind daneben ein hölzernes Tabernakel für die Nikolaikirche von 1478, der Tallinner Altar der Heiligen Anna (um 1460) und die Holzskulptur des Simon von Cyrene in der mittelalterlichen Kirche von Kaarma auf der Insel Saaremaa (vermutlich Mitte des 15. Jahrhunderts).